# R177 (Russland)
Die R177 Powetluschje (russisch Р177 «Поветлужье») ist eine Fernstraße in Russland. Sie beginnt in Nischni Nowgorod und führt in östlicher Richtung entlang des Flusses Wetluga nach Joschkar-Ola.

## Geschichte
Am 1. September 2020 wurde ein 167,2 km langer Abschnitt der R177 von der Grenze zur Oblast Nischni Nowgorod in der Nähe des Dorfes Podgornoje bis Joschkar-Ola in die Verwaltung von Wolgo-Wjatskuprawtodor, einem föderalen Staatsunternehmen unter der Verantwortung von Rosawtodor, übergeben. Am 23. September 2020 erfolgte die Umstufung der Regionalstraßen 22R-0159 und 22K-0018 zur föderalen Fernstraße R177 zwischen den Streckenkilometern 53 und 187 in der Oblast Nischni Nowgorod.